# Jugador Ejemplar del Año de la LPB de Venezuela
El premio Jugador Ejemplar del Año es un galardón otorgado cada año al jugador con mejor comportamiento dentro y fuera de los tabloncillos en la Liga Profesional de Baloncesto de Venezuela (LPB). Desde 2012, este reconocimiento es acreditado por la Comisión Técnica tras la votación realizada por el presidente de la Comisión Técnica Sergio Silvio, además de los miembros del ente José Rafael Gómez, Armando Rodríguez, Leonardo Rodríguez y Eduardo Pino, tal como lo establece el Reglamento General de la LPB. El primero en recibirlo fue Andrew Feeley.
Para la 2015-2016 quien decide el premio es la Comisión Técnica de la LPB, integrada por José Rafael Gómez, Julio Mogollón y Manuel Fuentes. El reglamento de la LPB establece que para optar al premio los candidatos deben haber mostrado una conducta intachable y, además, cumplir un mínimo del 75% de los juegos en la Fase Eliminatoria.

## Lista de ganadores al premio
| Temporada | Jugador        | Equipo                   |
| --------- | -------------- | ------------------------ |
| 2012      | Andrew Feeley  | Gigantes de Guayana      |
| 2013      | Robert Hornsby | Bucaneros de La Guaira   |
| 2014      | Kris Lang      | Cocodrilos de Caracas    |
| 2015      | Dwyane Jones   | Guaiqueríes de Margarita |
| 2015-16   | Dwight Lewis   | Trotamundos de Carabobo  |
| 2017      | Trey Gilder    | Panteras de Miranda      |
| 2018      | José Vargas    | Guaros de Lara           |
| 2019      | Desierto       | Desierto                 |
| 2020      | Desierto       | Desierto                 |
| 2021-I    | Desierto       | Desierto                 |
| 2021-II   | Desierto       | Desierto                 |
| 2022      | Harol Cazorla  | Gigantes de Guayana      |
| 2023      | José Vargas    | Guaros de Lara           |
| 2024      | Harol Cazorla  | Broncos de Caracas       |
| 2025      | Edwin Mijares  | Piratas de La Guaira     |